# Джордж К'юкор
Джордж Дьюї К'юкор або Джордж Цукор (англ. George Dewey Cukor; 7 липня 1899 — 24 січня 1983) — американський кінорежисер і сценарист, багато з фільмів якого — «Обід о восьмій», «Філадельфійська історія», «Газове світло», «Ребро Адама» і «Моя чарівна леді» (1964, премія «Оскар» за найкращу режисуру) — увійшли в золотий фонд Голлівуду.

## Життєпис
Народився в Нью-Йорку в сім'ї євреїв з Угорщини. Як рядовий солдат воював на фронтах обох світових воєн. З 1920 р. трудився в театрах Бродвею, в 1928 р. перебрався до Голлівуду. У 1930-ті роки працював під керівництвом знаменитого продюсера Девіда Селзніка над екранізаціями європейської класики (включаючи «Девіда Копперфільда»). За задумом Селзника, саме К'юкор мав зняти кіноверсію «Віднесених вітром», однак незадовго до початку зйомок він вийшов з проекту.
К'юкор був відомий сумлінною працею з акторами. Йому належить в цьому відношенні цікавий рекорд: троє акторів за фільми К'юкора були удостоєні «Оскара» за головну чоловічу роль. За «Газове світло» отримала свій «Оскар» легендарна Інгрід Бергман. На рубежі 1940-х і 1950-х він зняв чотири фільми з актрисою Джуді Голідей, яка за один з них також удостоїлася «Оскара». У К'юкора зіграла свою першу роль 4-разова володарка «Оскара» Кетрін Хепберн, а Грета Гарбо — свою прощальну роль.
Передостання робота К'юкора в кіно принесла йому досвід співпраці з радянськими кінематографістами: на хвилі розрядки, спільно студіями 20th Century Fox і «Ленфільм» був знятий фільм-казка «Синій птах» за однойменною п'єсою Моріса Метерлінка.
За межами знімального майданчика К'юкор був відомий як бонвіван. Регулярні вечірки на його віллі збирали безліч голлівудських знаменитостей. Жінками він не цікавився, жив з молодими чоловіками. Одного разу його навіть заарештували за «непристойну поведінку», проте завдяки втручанню голлівудських ділків справу вдалося швидко зам'яти.
К'юкор помер від серцевого нападу 24 січня 1983 і був похований на «зоряному» кладовище Глендейл. Залишив після себе статки в кілька мільйонів доларів.

## Особисте життя
Джордж К'юкор був геєм. Його гомосексуальність була відома у Голівуді, хоч й не афішувалася відкрито.

## Фільмографія
- 1930 — Сердитий / Grumpy
- 1930 — Доброчесний гріх / Virtuous Sin
- 1930 — Бродвейська королівська сім'я / The Royal Family of Broadway
- 1931 — Зганьблена / Tarnished Lady
- 1931 — Дівчата про місто / Girls About Town
- 1932 — Білль про розлучення / A Bill of Divorcement
- 1932 — / Rockabye
- 1932 — Скільки коштує Голлівуд? / What Price Hollywood?
- 1932 — Одна година з тобою / (One Hour with You) (спільно з Ернстом Любічем)
- 1933 — Обід о восьмій / (Dinner At Eight)
- 1933 — Вище товариство[en] / Our Betters
- 1933 — Маленькі жінки / (Little Women)
- 1935 — Девід Копперфільд / (The Personal History, Adventures, Experience, & Observation of David Copperfield the Younger)
- 1935 — Тільки без дам / No More Ladies
- 1935 — Сільвія Скарлетт / Sylvia Scarlett
- 1936 — Дама з камеліями / (Camille)
- 1936 — Ромео і Джульєтта / (Romeo and Juliet)
- 1938 — Свято / Holiday
- 1939 — Заза / Zaza
- 1939 — Жінки / The Women
- 1940 — Філадельфійська історія / The Philadelphia Story
- 1940 — Сьюзен і Бог / Susan and God
- 1941 — Дволика жінка / Two-Faced Woman
- 1941 — Обличчя жінки / A Woman's Face
- 1942 — Її картонний коханець / Her Cardboard Lover
- 1942 — Хранитель полум'я / Keeper of the Flame
- 1944 — Газове світло / (Gaslight)
- 1944 — Крилата перемога / Winged Victory
- 1947 — Подвійне життя / (A Double Life)
- 1949 — Едвард, мій син / Edward, My Son
- 1949 — Ребро Адама / Adam's Rib
- 1950 — Народжена вчора / Born Yesterday
- 1950 — / A Life of Her Own
- 1951 — / The Model and the Marriage Broker
- 1952 — Врятувати шлюб / The Marrying Kind
- 1952 — Пет і Майк / Pat and Mike
- 1953 — Актриса / The Actress
- 1954 — Зірка народилася / A Star Is Born
- 1954 — Це має статися з вами / It Should Happen to You
- 1955 — Станція Бховані / Bhowani Junction
- 1957 — Дівчата / Les Girls
- 1957 — Дикий вітер / Wild Is the Wind
- 1960 — Чортиця в рожевому трико / (Heller in Pink Tights)
- 1960 — Нескінченна пісня / (Song Without End) (завершив картину після смерті Чарльза Відора)
- 1960 — Займемося любов'ю / (Let's Make Love)
- 1962 — Доповідь Чепмена / The Chapman Report
- 1962 — Щось повинно трапитися / Something's Got to Give
- 1964 — Моя чарівна леді / (My Fair Lady)
- 1969 — Жюстина / Justine
- 1972 — Подорожі з тітонькою / Travels With My Aunt
- 1975 — Любов серед руїн / Love Among the Ruins
- 1976 — Синій птах / (The Blue Bird)
- 1981 — Багаті і знамениті / Rich And Famous